# 龍野定一
龍野 定一（たつの ていいち、1889年（明治22年）3月6日 - 1986年（昭和61年）7月29日）は、日本の教育者。鹿児島県立大島中学校(旧制)校長、全国公民館協議会会長などを歴任。徳之島町名誉町民、奄美市名誉市民。

## 人物
1989年、鹿児島県大島郡亀津村（現・徳之島町）生まれ。亀津尋常高等小学校、旧制鹿児島県立第二鹿児島中学校（現・鹿児島県立甲南高等学校）、広島高等師範学校卒業。広島高師を卒業後は、福岡県、鹿児島県、広島県、京都府で教職に就く。1924年、35歳で旧制鹿児島県立大島中学校（現・鹿児島県立大島高等学校）の第4代校長となる。学力低下および生徒指導上の問題を抱えていた旧制大島中を、後述の教育方針で再建。
近隣集落の土曜夜学講座で講話をおこなったり、全国公民館協議会会長を務めるなど、社会教育家としても活動した。
1986年、97歳で死去。

## 教育方針・主張
旧制大島中校長に着任した龍野は、教育理念として「厳訓無処罰」を掲げ、それに懐疑的な教師を説得しながら実践した。具体的には、生徒に「和親」の心を説き、運動競技やプール造成などの奉仕活動に取り組ませた。また、図書館を新設し、生徒会自治会や親の会を結成させた。プール造成は、奉仕活動としての他に、鹿児島以北に進学・就職する生徒の風土の違いからくる健康への影響を懸念して身体鍛錬の水泳をおこなう目的もあった。
また、近隣集落での講話では、「テーチ木を植え，大島紬を盛んにせよ。」「各家庭で養豚に励み，子どもの学資にせよ。」「貧しくても子どもには学問をさせよ。」などと、産業の振興と教育への投資の重要性を主張した。

## 家族
- 父・龍野前定
- 妻・トモ ‐ 新潟県出身。藤巻太一の妹。東京女子高等師範学校卒。
- 子に五男三女あり